# Chiang Mai internationella flygplats
Chiang Mai internationella flygplats (thai: ท่าอากาศยานเชียงใหม่) (IATA: CNX, ICAO: VTCC) är en internationell flygplats i distriktet Lom Sak i provinsen Chiang Mai i norra regionen Thailand. 

## Historik
Flygplatsen etablerades 1921 som Suthep flygplats. Som ett resultat av den tillfälliga stängningen av Suvarnabhumi flygplats 2008 på grund av omfattande demonstrationer, blev Chiang Mai den under tiden den alternativa mellanlandningen för China Airlines Taipei-Europe-flyg och för Swiss International Air Lines, Singapore-Zurich-flyg. Den 24 januari 2011 blev flygplatsen ett sekundärt nav för Thai AirAsia.
Under 2018 opererade 31 flygbolag på CNX och betjänade 11 miljoner passagerare, 78 210 flyg och 14 612 ton frakt.
År 2014 uppgraderades flygplatsen till att hantera och ta emot större plan, samt öppertiderna till dygnet runt året om, även den internationella ankomsthallen och inrikes avgångshallen rustades upp.